# E cantava le canzoni... La nuova musica italiana ricorda Rino Gaetano
E cantava le canzoni... La nuova musica italiana ricorda Rino Gaetano è un album raccolta di brani del cantautore italiano Rino Gaetano cantati da altri artisti. Fu il primo tributo dedicato a Rino Gaetano realizzato da giovani artisti della nuova musica italiana dei primi anni '90 come i rapper 99 Posse, gli Afterhours o la ska-band degli Statuto.
Nel 2007 l'album tributo è stato messo in vendita anche in formato digitale.

## Tracce
1. Loschi Dezi - Ahi Maria 3:45
2. Strike - Nuntereggae più 3:22
3. Ritmo Tribale - Ma il cielo è sempre più blu 2:38
4. Aeroplanitaliani - Le beatitudini 3:29
5. Fratelli di Soledad - Gianna 4:14
6. Dennis & the Jets - Rare tracce 2:56
7. 99 Posse e Sergio Messina - Spendi spandi effendi 3:43
8. Statuto - Berta filava 2:42
9. Mandrax - Aida 3: 57
10. Kunsertu - Metà Africa, metà Europa 4:45
11. Andrea Chimenti - Escluso il cane 3:26
12. Bresaolas - Solo con io 4:06
13. Knock Out - Sfiorivano le viole 2:45
14. Ogam - E cantava le canzoni 3:26
15. Afterhours - Mio fratello è figlio unico 4:06